# Базилика Св. Петра и Павла у Прагу
Базилика Светог Петра и Павла је неоготска црква у Вишехрад тврђави у Прагу, у Чешкој.
Романска базилика коју је основао чешки краљ Вратислав II 1070-1080. године, и која је страдала у пожару 1249. године, обновљена је у готичком, а касније и у неоготичком стилу. У базилици се налази импресиван камени мозаик изнад улаза, а њене двоструке куле од 58 метара могу се видети на врху брда ка југу дуж реке Влтаве у централном Прагу.
Иза цркве налази се велики парк и гробље Вишехрад, последње почивалиште многих познатих Чеха, укључујући аутора Карела Чапека и композитора Антоњина Дворжака. Године 2003. цркву је у базилику уздигао папа Јован Павле II.

## Спољашњост
Садашња зграда је неоготичка базилика. Изграђена је између 1887. и 1903. године. Први мајстор градитељ је био Јозеф Мокер, али је умро на половини градње. Завршио га је његов партнер Франтишек Микш, који је модификовао дизајн фасаде и торња према Мокеровим првобитним плановима. Главни део цркве чини брод са два бочна пролаза; велики простор за хор, светилиште и апсида; и две бочне просторије у којима се налази сакристија и капела Пана Марије Шанцовске Госпе заштитнице.
Базилика нема трансепт. Конструктивно је зграда прилично висока, плафон јој је засвођен у крст, а зашиљени лучни прозори пропуштају сунчеву светлост кроз витражна стакла. Неколико метара источно од места на коме се сада налази црква иза зидина гробља, ископани су првобитни темељи апсиде старе готичке цркве. Стара и нова апсида су дизајниране на исти начин; обе су са потпорним стубовима и имају једнак број стубова.
На западној фасади су три предворја - вестибила, две куле и троугласти забат између кула. Главни забат портала украшава Исус који стоји са својим апостолима. Испод њих Архангел Михаил стоји између људи које су анђели увели на небо и људи осакаћених патњом греха. На забату стоје скулптуре светаца базилике Петра и Павла са анђелима и Исусом.
Још једна занимљива особина дизајна базилике Св. Павла и Петра су шиљци који су шупљи. Имају танке отворе чинећи врхове кула лаганим и елегантним, који подсећају на конусну формацију цветова кестена који цветају на дрвећу дуж шеталишта у комплексу Вишехрада. Стубови (и заправо троугласти забат фасаде између њих) су дуж своје дужине и на врховима обрубљени подложницима попут завршних избочина, повезујући њихову сличност са цветом.

## Унутрашњост
Историја је доминантан тематски елемент ентеријера; историја уметности, хришћанство и Чешке земље су сви аспекти декорације. Као део историје уметности, црква је нешто као изложба готике, сецесије, па чак и барокних дела.
Заједно са дизајном зграде, главни олтар, амвон и сви мањи олтари у бочним капелама такође су неоготички. Они су сложено изрезбарени мини-шиљцима и украсима. Чак и оргуље које стоје изнад улаза имају шупље шиљке који се подударају са оним на западним кулама. Поред тога, свака капела садржи готичке слике. Тема витража је историја готичке архитектуре; сваки прозор приказује Исуса. Комплетирање признања готичког стила је велика фреска на источном крају северног пролаза прве готичке цркве која је стајала на овом месту. Оригинална слика копирана за фреску преузета је из књиге Ј.Ф. Хамершмита Gloria et majestas sacrosanctae, regiae, exemptae et nullius diaecesis Wissehradensis ss. Apostolorum Petri et Pauli Gloria et majestas sacrosanctae, regiae, exemptae et nullius diaecesis Wissehradensis ss. Apostolorum Petri et Pauli из 1700. године, али његова архитектонска тачност мора се довести у питање јер се ради о романтичкој гравури која је настала више од 100 година након постојања готичке цркве.
Такође, у свакој капели су велике барокне слике из 16. века, одржавајући везу са другим делом прошлости цркве; последња зграда која је била на лицу места била је барокна црква саграђена у првој четвртини 18. века. Није имала куле, али је фасада била прилично декоративна, укључујући велики број јонских стубова.
Наизглед је сваки сантиметар зидова, стубова и плафона прекривен украсном декорацијом сликара Франтишека Урбана и његове супруге Марије Урбанове-Захрадницке инспирисане Алфонсом Мухом. Безимене крилате жене завршавају аркадне пролазе и испуњавају делове сводова аркада. Изнад стубова и дуж ивица сваке слике су цветни узорци и шарене траке. Живе зелене и смеђе боје које покривају целу унутрашњост стварају осећај боравка у шуми. Таван наоса је тамнозелен, као да је надстрешница у сенци. Чак су и смеђе дрвене клупе за кориснике црквених служби украшене храстовим лишћем.